# Кено Мачадо
Кено Марлі Мачадо (порт. Keno Marley Machado; 13 липня 2000) — бразильський боксер, призер чемпіонату світу, Панамериканських та Південноамериканських ігор.

## Аматорська кар'єра
На юнацьких Олімпійських іграх 2018 став чемпіоном в середній вазі.
На Панамериканських іграх 2019 завоював срібну медаль у напівважкій вазі, програвши у фіналі Хуліо Сезар Ла Крузу (Куба).
На чемпіонаті світу 2019 програв майбутньому чемпіону Бекзаду Нурдаулетову (Казахстан).
На Олімпійських іграх 2020 програв у другому бою Бенджаміну Віттакеру (Велика Британія).
На чемпіонаті світу 2021 став срібним призером.
- В 1/16 фіналу переміг Бека Нурмаганбета (Казахстан) — 5-0
- В 1/8 фіналу переміг Кім Хьон Гю (Південна Корея) — 5-0
- У чвертьфіналі переміг Себастьяна Вікторзака (Польща) — 5-0
- У півфіналі переміг Віктора Шелстрете (Бельгія) — 5-0
- У фіналі програв Лорену Альфонсо (Азербайджан) — 2-3

На Південноамериканських іграх 2022 завоював срібну медаль, програвши у фіналі Хуліо Сезар Кастільйо (Еквадор).
На чемпіонаті світу 2023 переміг двох суперників, а у чвертьфіналі програв Мусліму Гаджімагомедову (Росія).
На Панамериканських іграх 2023 здобув дві перемоги, у фіналі програв Хуліо Сезар Ла Крузу (Куба), став срібним призером і кваліфікувався на Олімпійські ігри 2024. На Олімпійських іграх 2024 переміг Патріка Брауна (Велика Британія) та програв Лазізбеку Муллажонову (Узбекистан).